# Yūya Yagira
Yūya Yagira (柳楽 優弥, Yagira Yūya), né le 26 mars 1990, est un acteur japonais.

## Récompense
Yūya Yagira, alors collégien et âgé de 14 ans, a remporté le prix d'interprétation masculine au festival du film de Cannes en mai 2004. C'est la première fois que la récompense a été obtenue par un acteur japonais, et c'est aussi la première fois qu'elle a été attribuée à un acteur aussi jeune.

## Premier rôle au cinéma
Pour le film du réalisateur Kore-Eda Hirokazu, Nobody Knows (Personne ne sait), le réalisateur auditionne plus de 300 garçons pour le rôle de Akira, le personnage principal dans le film. Seulement deux semaines avant le tournage, il voit uniquement les photos de Yûya et décide de le prendre pour le rôle principal. Selon ses dires, dès qu'il a vu l'expression saisissante des yeux de Yūya, il s'est rapidement dit que c'était lui qui devait incarner Akira.

### Filmographie
- 2004 : Nobody Knows (誰も知らない, Dare mo shiranai?) de Hirokazu Kore-eda : Akira
- 2013 : Unforgiven (許されざる者, Yurusarezaru mono?) de Lee Sang-il : Goro Sawada
- 2016 : Destruction Babies (ディストラクション・ベイビーズ, Disutorakushon beibīzu?) de Tetsuya Mariko (ja) : Taira Ashihara
- 2016 : HK Hentai Kamen Abnormal Crisis (HK 変態仮面 アブノーマル・クライシス, HK hentai kamen abunōmaru kuraishisu?) de Yūichi Fukuda (ja) : Tadashi Makoto
- 2016 : Ninkyō yarō (任侠野郎?) de Kiyotaka Tokunaga
- 2017 : Gintama (銀魂?) de Yūichi Fukuda : Toshiro Hijikata
- 2018 : Gintama 2 (銀魂2 掟は破るためにこそある, Gintama 2: Okite wa yaburu tame ni soko aru?) de Yūichi Fukuda : Toshiro Hijikata
- 2018 : Dualité de Yūtarō Seki[2] : l'homme (court-métrage)
- Depuis 2022: Gannibal (en) de Shinzo Katayama : Agawa Daigo (série) [3]